# Mateo Leš
Mateo Leš (Virovitica, 25 marzo 2000) è un calciatore croato, difensore del HNK Gorica.

## Carriera

### Club
Il 18 luglio 2023 viene acquistato a titolo definitivo dalla squadra croata del HNK Gorica.

## Statistiche

### Presenze e reti nei club
Statistiche aggiornate al 18 maggio 2025.
| Stagione               | Squadra                | Campionato             | Campionato | Campionato | Coppe nazionali | Coppe nazionali | Coppe nazionali | Coppe continentali | Coppe continentali | Coppe continentali | Altre coppe | Altre coppe | Altre coppe | Totale | Totale |
| Stagione               | Squadra                | Comp                   | Pres       | Reti       | Comp            | Pres            | Reti            | Comp               | Pres               | Reti               | Comp        | Pres        | Reti        | Pres   | Reti   |
| ---------------------- | ---------------------- | ---------------------- | ---------- | ---------- | --------------- | --------------- | --------------- | ------------------ | ------------------ | ------------------ | ----------- | ----------- | ----------- | ------ | ------ |
| ago.-set. 2020         | Dinamo Zagabria II     | 2. HNL                 | 3          | 0          | -               | -               | -               | -                  | -                  | -                  | -           | -           | -           | 3      | 0      |
| 2020-2021              | Heracles Almelo        | ED                     | 3          | 0          | CO              | 0               | 0               | -                  | -                  | -                  | -           | -           | -           | 3      | 0      |
| 2021-2022              | Heracles Almelo        | ED                     | 3          | 0          | CO              | 2               | 0               | -                  | -                  | -                  | -           | -           | -           | 5      | 0      |
| 2022-2023              | Heracles Almelo        | EED                    | 17         | 1          | CO              | 2               | 0               | -                  | -                  | -                  | -           | -           | -           | 19     | 1      |
| Totale Heracles Almelo | Totale Heracles Almelo | Totale Heracles Almelo | 23         | 1          |                 | 4               | 0               |                    | -                  | -                  |             | -           | -           | 27     | 1      |
| 2023-2024              | HNK Gorica             | 1. HNL                 | 23         | 0          | CC              | 3               | 0               | -                  | -                  | -                  | -           | -           | -           | 26     | 0      |
| 2024-2025              | HNK Gorica             | 1. HNL                 | 28         | 0          | CC              | 2               | 0               | -                  | -                  | -                  | -           | -           | -           | 30     | 0      |
| Totale HNK Gorica      | Totale HNK Gorica      | Totale HNK Gorica      | 51         | 0          |                 | 5               | 0               |                    | -                  | -                  |             | -           | -           | 56     | 0      |
| Totale carriera        | Totale carriera        | Totale carriera        | 77         | 1          |                 | 9               | 0               |                    | -                  | -                  |             | -           | -           | 86     | 1      |